# China Girl

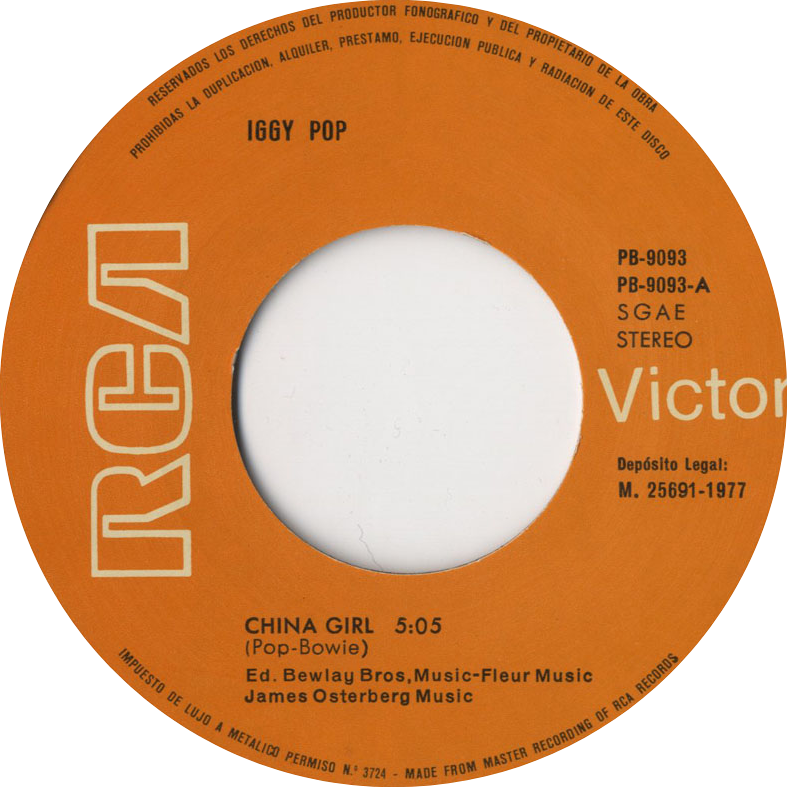
China Girl singl vinyl

„China Girl“ je píseň, kterou napsali Iggy Pop a David Bowie. Původně vyšla na Popově albu The Idiot, jehož producentem byl Bowie, v roce 1977. Bowie vydal svou verzi písně o šest let později na desce Let's Dance. Bowieho verze rovněž vyšla jako singl, který se umístil na druhé příčce britské hitparády UK Singles Chart (v americké Billboard Hot 100 se dostal na desátou). K Bowieho verzi byl rovněž natočen videoklip, jehož režisérem byl David Mallet a vystupovala v něm novozélandská modelka Geeling Ng.